# María Acosta
María José Acosta Acosta (ur. 26 listopada 1991) – wenezuelska zapaśniczka walcząca w stylu wolnym. Olimpijka z Rio de Janeiro 2016, gdzie zajęła siedemnaste miejsce w kategorii 69 kg.
Zajęła osiemnaste miejsce na mistrzostwach świata w 2018. Wicemistrzyni igrzysk panamerykańskich w 2015, trzecia w 2023; piąta w 2019. Trzecia w mistrzostwach panamerykańskich w 2015, 2016, 2017, 2020 i 2022, a siódma w 2013. Srebrna medalistka igrzysk Ameryki Południowej w 2022 i brązowa w 2018. Druga na igrzyskach Ameryki Środkowej i Karaibów w 2018 i 2023; trzecia w 2014. Wicemistrzyni igrzysk boliwaryjskich w 2017 i trzecia w 2022 roku.
Ukończyła National Experimental University of the Armed Forces w Maracay